# Maratheftiko
Le Maratheftiko est un vieux cépage noir indigène de Chypre.

## Historique
Ce cépage a été mentionné pour la première fois en 1893 par l'ampélographe Pierre Mouillefert. Son nom vient probablement de la vallée Marathasa dans les montagnes de Troodos. Selon d autres sources, son nom vient du mot grec pour "coton", en référence à ses feuilles vert-blanchâtres et molletonées.
Depuis 2021, à Chypre, le 1er décembre est devenu le jour du Maratheftiko.

## Synonymes
Il est aussi connu localement sous les noms de Vambakadha (Βαμβακάδα), Vambakina (Βαμβακίνα), Pampakia (Παμπακιά), Mavrospourtiko (Μαυροσπούρτικο, le plus utilisé), Aloupostaphylo (Αλουποστάφυλο). Ces autres synonymes sont Bambakada, Bambakina, Maratheftico, Marathefticon, Maratheftikon, Marathophiko, Pambakada, Pambakina et Vamvakada.

## Répartition géographique
Il est cultivé en quantité assez clairsemée tout autour de l'île, mais surtout dans la région de Pitsilia. Dans les années 1980, grâce à la création de petites caves de vinification, cette variété a été redécouverte et sa culture développée, car il apporte un caractère spécifique aux vins locaux. La coopérative KEO, le plus grand producteur de l'île, a favorisé son extension.
Les statistiques de 2004 révèlent que sa culture s'étend sur 125 hectares, ce qui représente moins de 1 % des vignes cultivées sur l'île. Selon une source de 2021, sa production représente 5% des cépages produits sur l'île.

## Caractéristique ampélographique
Selon des analyses réalisées en 2005 pour étudier son ADN, il existe une relation étroite avec la variété Aspro X. Il n'a pas de fleurs hermaphrodites comme la plupart des cépages cultivés. Ce qui nécessite une proximité avec d'autres variétés afin d'obtenir la fécondation et le développement des raisins. Après une mauvaise fécondation, les grappes peuvent être fortement affectées par le millerandage. Cépage à maturité tardive, il est sensible au mildiou, mais résistant à d'autres maladies.

## Caractéristiques œnologiques
Cette variété est utilisée pour produire des vins de cépages. Ils sont caractérisés par une robe profonde de couleur pourpre et des tanins souples. Au nez, ils dégagent des arômes floraux et des notes de chocolat et de café. Un passage en fût de chêne amplifie le développement de ses caractéristiques olfactives.